# Самокленскі (Люблінське воєводство)
Самокленскі (пол. Samoklęski) — село в Польщі, у гміні Камйонка Любартівського повіту Люблінського воєводства.
Населення — 671 особа (2011).
У 1975-1998 роках село належало до Люблінського воєводства.

## Демографія
Демографічна структура станом на 31 березня 2011 року:
|          | Загалом | Допрацездатний вік | Працездатний вік | Постпрацездатний вік |
| -------- | ------- | ------------------ | ---------------- | -------------------- |
| Чоловіки | 322     | 60                 | 225              | 37                   |
| Жінки    | 349     | 74                 | 189              | 86                   |
| Разом    | 671     | 134                | 414              | 123                  |